# Каменистый путь (фильм)
«Каменистый путь» (латыш. Akmeņainais ceļš) — советский фильм 1983 года режиссёра Роланда Калныньша по мотивам романа Вилиса Лациса.

## Сюжет
1930-е годы, буржуазная Латвия. Роберт Ливиньш, сын грузчика, преодолевая трудности, выбивается в люди и становится архитектором. У него возникает роман с дочерью фабриканта Ливией, которая отвечает ему взаимностью, и готова выйти за него замуж. Роберт, желая остаться независимым, просит девушку отказаться от приданого. Однако, Ливия не понимает возлюбленного и, более того, требует от него порвать отношения со своими бедными родственниками, чтобы своим происхождением с низов не скомпрометировать её респектабельную семью.

## В ролях
- Андрейс Жагарс — Роберт Ливинь
- Визма Квепа — Ливия
- Андрис Берзиньш — Эрик
- Регина Разума — Алиса
- Юрис Рийниекс — Валфрид
- Эдуардс Павулс — Улпе
- Нина Незнамова — госпожа Мелдриня
- Гунарс Цилинский — эпизод
- Вайронис Яканс — эпизод
- Лига Лиепиня — эпизод
- Харийс Спановскис — эпизод
- Лелде Викмане — эпизод
- Гунарс Плаценс — эпизод
- Петерис Лиепиньш — эпизод
- Эрика Ферда — эпизод
- Арийс Гейкинс — эпизод
- Ростислав Горяев — эпизод